# Gåstjärnarna (Kalls socken, Jämtland, 706563-136811)
Gåstjärnarna är en sjö i Åre kommun i Jämtland och ingår i Indalsälvens huvudavrinningsområde. Sjön har en area på 0,0694 kvadratkilometer och ligger 578,3 meter över havet.

## Delavrinningsområde
Gåstjärnarna ingår i det delavrinningsområde (706663-136792) som SMHI kallar för Utloppet av Stortjärnen. Medelhöjden är 501 meter över havet och ytan är 9,86 kvadratkilometer. Det finns inga avrinningsområden uppströms utan avrinningsområdet är högsta punkten. Vattendraget som avvattnar avrinningsområdet har biflödesordning 2, vilket innebär att vattnet flödar genom totalt 2 vattendrag innan det når havet efter 345 kilometer. Avrinningsområdet består mestadels av skog (88 procent). Avrinningsområdet har 0,53 kvadratkilometer vattenytor vilket ger det en sjöprocent på 5,4 procent.